# Konstanty Pukianiec

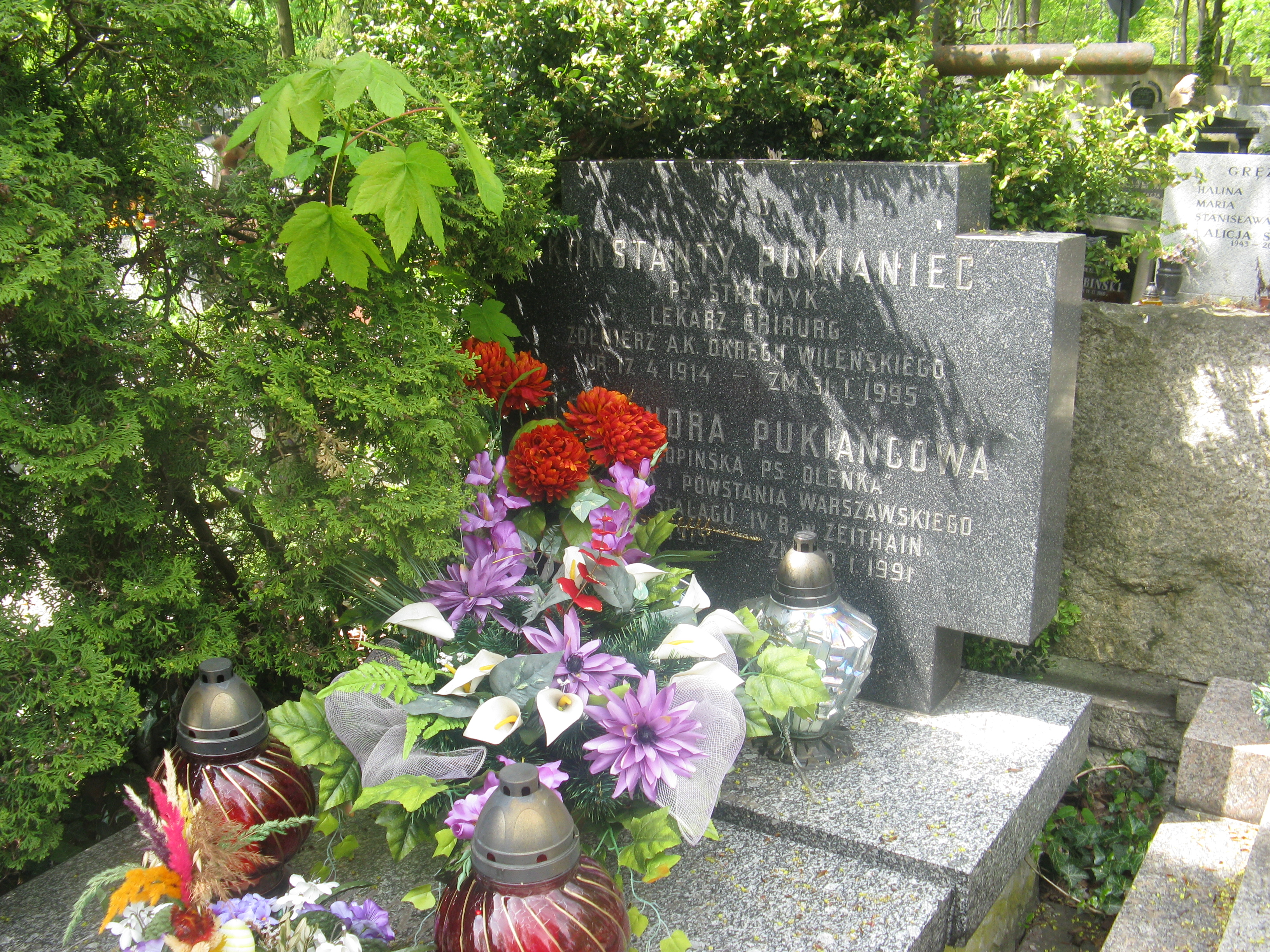
Grób Konstantego Pukiańca na Cmentarzu Wojskowym na Powązkach

Konstanty Pukianiec (ur. 17 kwietnia 1914 w Jutańcach na Wileńszczyźnie  – zm. 31 stycznia 1995 w Przasnyszu), lekarz, żołnierz AK. 
Syn Antoniego i Emilii z domu Masalite. Ukończył w 1941 Wydział Medyczny Uniwersytetu Kowieńskiego. Pracę zawodową rozpoczął w Szpitalu Czerwonego Krzyża w Wilnie. Do 1945 zatrudniony był w różnych szpitalach wileńskich. Lekarz 5 Brygady Okręgu Wileńskiego AK, bezpośrednio pod komendą mjr. Zygmunta Szendzielarza „Łupaszki”. W konspiracji nosił pseudonim „Strumyk”. Po wkroczeniu wojsk sowieckich do Wilna aresztowany przez NKWD. Cudem uniknął wówczas (wraz z towarzyszącym mu partyzantem) śmierci przez rozstrzelanie po zatrzymaniu przez sowieckich żołnierzy; został raniony podczas ucieczki. W 1945 pracował w Przychodni Obwodowej Związku Patriotów Polskich, następnie repatriował się do Polski. W latach 1945–52 pracował w szpitalach w Toruniu jako starszy asystent. W 1952 przyjechał do Przasnysza, gdzie został ordynatorem oddziału chirurgicznego Szpitala Powiatowego. Przez kilka pierwszych lat pracy roztaczano nad nim dozór milicyjny. 
Należał do najwybitniejszych lekarzy Przasnysza. W skromnych przasnyskich warunkach przeprowadził wiele trudnych i skomplikowanych operacji. Był też kierownikiem Poradni Chirurgicznej i kierował Powiatową Stacją Pogotowia Ratunkowego. Działał w PCK i ZBoWiD. W życiu prywatnym odznaczał się religijnością. Wielokrotnie odznaczany (m.in. Złotym Krzyżem Zasługi w 1959 i Krzyżem Partyzanckim w 1968). W 1977 po 25 latach pracy w Przasnyszu przeszedł na emeryturę. Zamieszkał w Warszawie przy ul. Tamka. W wieku 80 lat wrócił do Przasnysza. Ostatnie dni życia spędził w rodzinie swego syna chrzestnego, Jerzego Olszaka w Przasnyszu. Pochowany na Cmentarzu Wojskowym na Powązkach w Warszawie (kwatera B-14-432) obok żony, Aleksandry. Imię Konstantego Pukiańca nosi jedna z przasnyskich ulic.